# Arquitectura soviética
La arquitectura soviética cubre varios estilos arquitectónicos a lo largo de los setenta años de existencia de la Unión Soviética:

## Etapas

### Arquitectura constructivista (hasta 1935)
La arquitectura constructivista,  en un sentido amplio, comprende varios movimientos arquitectónicos que estuvieron activos en la Unión Soviética desde alrededor de 1917 hasta mediados de la década de 1930. El término también se utiliza como constructivismo internacional para referirse a las corrientes relacionadas con este estilo arquitectónico fuera de la Unión Soviética. Abstracto y austero, el movimiento pretendía reflejar la sociedad industrial y el espacio urbano modernos, rechazando la estilización decorativa en favor del ensamblaje industrial de los materiales. Los diseños combinaban una tecnología e ingeniería avanzadas con un propósito social declaradamente comunista. Produjo muchos proyectos pioneros y originales y bastantes edificios terminados, antes de caer en desgracia alrededor de 1932. Tuvo una influencia considerable  en el desarrollo de la futura arquitectura.
Si bien el término constructivismo a menudo se diluye para abarcar a toda la arquitectura moderna en la Unión Soviética de la época, en el sentido más estricto, describe solo una parte de la arquitectura de vanguardia soviética. Los arquitectos soviéticos se dividieron en varios grupos que eran mutuamente hostiles entre sí. Los más importantes fueron los grupos constructivistas (OSA) y los racionalistas (ASNOVA), así como los clasicistas. A principios de la década de 1930, los clasicistas lograron imponerse en forma de clasicismo socialista. En la planificación urbana, el modernismo soviético se dividió en «urbanitas» y «desurbanitas», y tanto constructivistas como racionalistas representaban ambas corrientes.